# Spotted Saddle Horse
Spotted Saddle Horse ist eine in den USA gezüchtete Pferderasse.
Hintergrundinformationen zur Pferdebewertung und -zucht finden sich unter: Exterieur, Interieur und Pferdezucht.

## Zum Begriff
Der Name der Pferderasse bezieht sich auf ihre Fellfarbe. „Spotted“ ist englisch und bedeutet „gescheckt“.

## Exterieur
Charakteristisch für diese Pferderasse ist ihre Scheckung sowie ihre leichte, raumgreifende Gangart. Sie besitzen keinen Trab, sondern stattdessen einen schwungvollen leichten Gang. Der „Saddlegait“, ein weicher Vierschlaggang, ist die wichtigste Gangart der Rasse. Spotted Saddle Horses erreichen ein Stockmaß von 152 cm bis 165 cm und ein Gewicht zwischen 410 kg bis 500 kg. Der Kopf des Pferdes ist fein mit einem geraden Profil, es kommen aber auch leicht konvexe Gesichtsprofile vor. Spotted Saddle Horses besitzen einen muskulösen Hals mit einer leichten Wölbung, ihre lange und schräge Schulter geht in eine muskulöse Brust über. Ihr kurzer Rücken, ihre breite und kräftige Hinterhand mit abfallender Kruppe sowie hochangesetztem Schweif sind ein weiteres Merkmal ihres Erscheinungsbildes. Ebenso charakteristisch für das Aussehen der Spotted Saddle Horses ist ihre Fellfarbe, da ausschließlich Schecken vorkommen.

## Interieur
Spotted Saddle Horses gelten als menschenbezogene Pferde und werden deshalb gerne für Shows und Wanderreiten genutzt. Sie besitzen eine hohe Ausdauer sowie einen hohen Arbeitswillen.

## Zuchtgeschichte
Es wird davon ausgegangen, dass gescheckte Isländer die Grundlage für diese Zucht in den USA waren. Andere Quellen legen zugrunde, dass Rassen wie Carolina Marsh Tacky oder Florida Cracker Horse der Ursprung der Zucht sind. Besonders beliebt sind Kreuzungen mit amerikanischen Rassen, wie dem Tennessee Walking Horse. Mittels der Spotted Saddle Horse Association findet seit 1979 in den USA eine weltweite Überwachung und Dokumentation der Zucht statt. Neben der National Spotted Saddle Horse Association (NSSHA) wird auch die Spotted Saddle Horse Breeders’ and Exhibitors’ Association (SSHBEA) als Verband erwähnt, wobei letztere neben der Scheckung und Gangart zusätzlich spezielle Anforderungen an den Stammbaum hat. Das Ziel der Zucht ist die Gangveranlagung und Scheckenvererbung. Sie werden unabhängig von Rasse oder Abstammung gezüchtet und sind daher eher als eigene Zucht, anstatt als Rasse zu betrachten.